# Bufo aspinius
Bufo aspinius és una espècie d'amfibi que viu a la Xina.
L'espècie només s'ha observat a Yangbi, al costat occidental dels monts Yunling Mountain, a la província de Yunnan a una altitud entre 1.800 i 2.400 m sobre el nivell mitjà del mar. Està amenaçada d'extinció per la pèrdua del seu hàbitat natural.